# Sofyan El-Gadi
Sofyan El-Gadi, accreditato talvolta come Sofyan Elgidi (in arabo سفيان الجدى‎?; Tripoli, 1º gennaio 1992), è un nuotatore libico con cittadinanza canadese.
Ha rappresentato la Libia in due edizioni dei Giochi olimpici nel 2008 e 2012. A Londra 2012 è stato anche portabandiera nel corso della cerimonia di apertura.

## Carriera
All'età di 7 anni è emigrato con la famiglia in Canada per sfuggire al regime di Gheddafi.
Ha comunque gareggiato internazionalmente per la nazione natia per cui ha preso parte ai Giochi olimpici di Pechino 2008.
Nella sua carriera ha vinto una medaglia di bronzo ai campionati arabi di nuoto nel 2012 ad Amman e detiene alcuni record nazionali.

## Palmarès
| Anno | Manifestazione          | Sede     | Evento             | Risultato | Prestazione | Note |
| ---- | ----------------------- | -------- | ------------------ | --------- | ----------- | ---- |
| 2008 | Giochi olimpici         | Pechino  | 100 m stile libero | 64º (b)   | 57"89       |      |
| 2009 | Giochi del Mediterraneo | Pescara  | 100 m stile libero | 21º (b)   | 1'00"88     |      |
| 2009 | Giochi del Mediterraneo | Pescara  | 50 m dorso         | 19º (b)   | 31"49       |      |
| 2009 | Giochi del Mediterraneo | Pescara  | 100 m dorso        | 16º (b)   | 1'08"66     |      |
| 2009 | Giochi del Mediterraneo | Pescara  | 50 m farfalla      | 20º (b)   | 28"45       |      |
| 2009 | Giochi del Mediterraneo | Pescara  | 100 m farfalla     | 23º (b)   | 1'03"05     |      |
| 2010 | Mondiali vasca corta    | Dubai    | 100 m stile libero | 85º (b)   | 54"32       |      |
| 2010 | Mondiali vasca corta    | Dubai    | 100 m misti        | 62º (b)   | 1'03"13     |      |
| 2010 | Mondiali vasca corta    | Dubai    | 50 m farfalla      | 67º (b)   | 26"16       |      |
| 2010 | Mondiali vasca corta    | Dubai    | 100 m farfalla     | 70º (b)   | 58"16       |      |
| 2010 | Mondiali vasca corta    | Dubai    | 200 m farfalla     | 39º (b)   | 2'19"06     |      |
| 2011 | Mondiali                | Shanghai | 100 m stile libero | 79º (b)   | 56"45       |      |
| 2011 | Mondiali                | Shanghai | 100 m farfalla     | 57º (b)   | 58"38       |      |
| 2011 | Giochi panarabi         | Doha     | 100 m stile libero | 12º       | -           |      |
| 2011 | Giochi panarabi         | Doha     | 50 m farfalla      | 8º        | -           |      |
| 2011 | Giochi panarabi         | Doha     | 100 m farfalla     | 8º        | -           |      |
| 2011 | Giochi panarabi         | Doha     | 50 m dorso         | 7º        | -           |      |
| 2012 | Giochi olimpici         | Londra   | 100 m farfalla     | 40º (b)   | 56"99       |      |
| 2013 | Giochi del Mediterraneo | Mersin   | 50 m dorso         | 11º (b)   | 28"61       |      |
| 2013 | Giochi del Mediterraneo | Mersin   | 50 m farfalla      | 18º (b)   | 26"34       |      |
| 2013 | Giochi del Mediterraneo | Mersin   | 100 m farfalla     | 16º (b)   | 58"40       |      |